# Margarites vorticifer
Margarites vorticifer är en snäckart som först beskrevs av Dall 1873.  Margarites vorticifer ingår i släktet Margarites och familjen pärlemorsnäckor. Inga underarter finns listade i Catalogue of Life.